# John Whitehurst
John Whitehurst FRS (10 d'abril de 1713 - 18 de febrer de 1788), nascut a Cheshire, Anglaterra, fou un rellotger i científic anglès, i va fer importants contribucions primerenques a la geologia. Va ser un membre influent de la Societat Lunar.